# Antonio Salandra
Antonio Salandra (13 tháng 8 năm 1853 – 9 tháng 12 năm 1931) là chính trị gia bảo thủ Ý giữ chức Thủ tướng Ý giữa năm 1914 và năm 1916. Ông đảm bảo sự tham gia của Ý trong Thế chiến thứ nhất về phía Phe Hiệp ước (Vương quốc Liên hiệp Anh và Ireland, Pháp, và Đế quốc Nga) tiến hành giành lại lãnh thổ của Ý.